# Rotari
Rotar (zm. 652) – król Longobardów od 636.
Książę Brescii, który w 636 roku został królem Longobardów. Podobnie jak poprzednik, Arioald, był arianinem. Według relacji Fredegara na początku panowania skazał na śmierć wielu nieposłusznych możnowładców. W 641 zdobył Genuę. 22 listopada 643 wydał Edykt Rotariego (Edictum Rothari) – zbiór praw przyjęty przez zgromadzenie wojowników longobardzkich.
Rządy po nim objął jego syn Rodoald.